# Strandskog

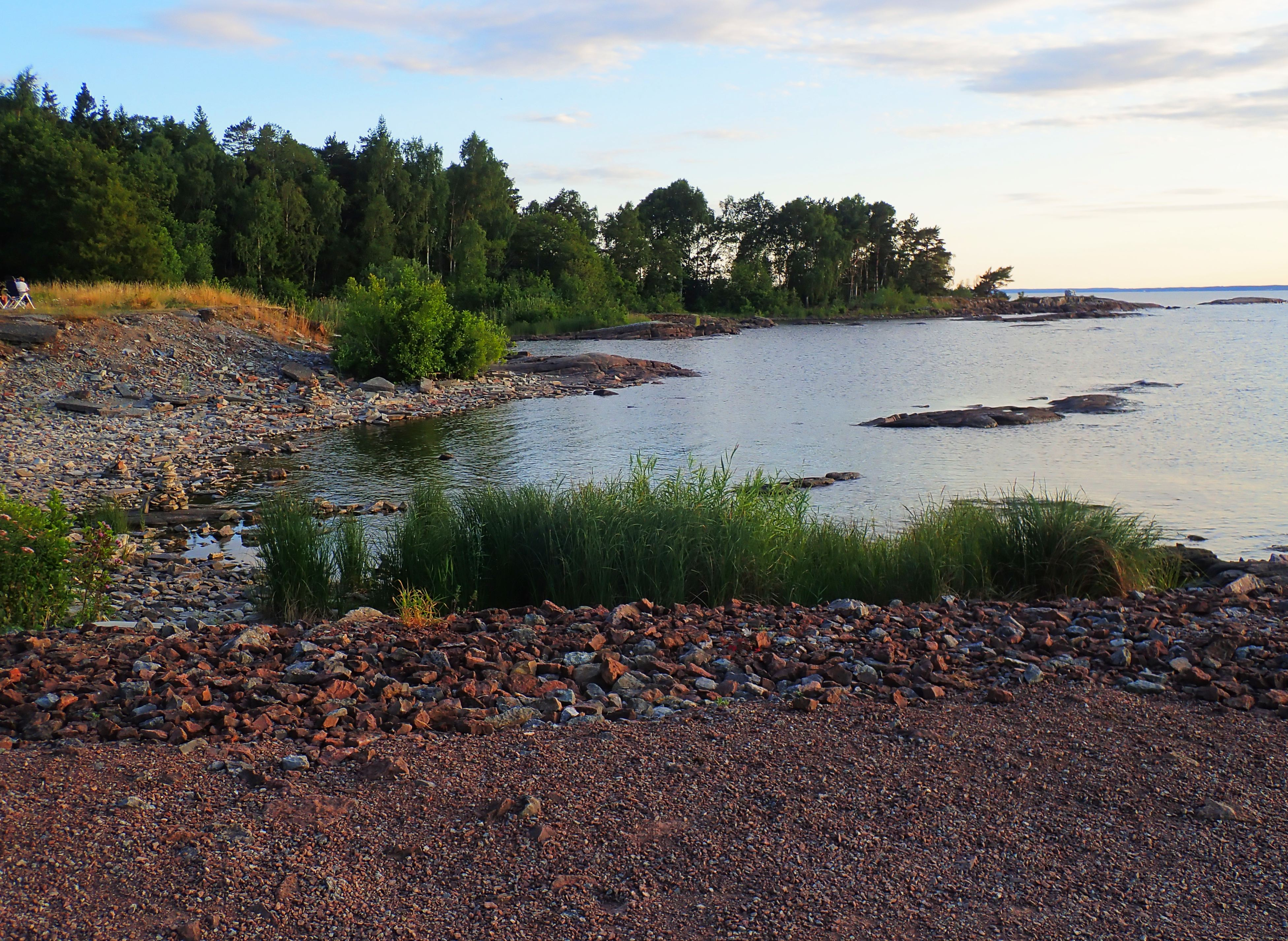
Råbäcks strandskog

Strandskog är en nyckelbiotop, som är sådan avvikande skogklädd strandzon närmast vattnet vid åar, älvar, sjöar och hav, som ej utgör sumpskog. 
Strandskog kännetecknas av ett rikligt inslag av död ved, som är tämligen exponerat för ljus. 
Begreppet svämskog kan i större eller mindre grad överlappa med strandskog.

## Signalarter
- terpentinmossa
- stubbspretmossa
- lunglav
- gelélavar
- traslav
- gråblå skinnlav
- borsttagging
- små sköldskivlingar
- rävticka

## Exempel på naturreservat med gransumpskog i Sverige
- Dalkarlsberget i Hedemora kommun i Dalarna {60°30′23″N 16°14′03″Ö / 60.50639°N 16.23417°Ö)
- Gideåbergsmyrarna i Sollefteå kommun i Medelpad {63°17′37″N 16°33′44″Ö / 63.29361°N 16.56222°Ö)
- Nordsjöskogen i Hagfors kommun i Värmland {60°19′02″N 13°34′55″Ö / 60.31722°N 13.58194°Ö)
- Juurakkomaa i Överkalix kommun i Norrbotten {66°36′05″N 23°04′31″Ö / 66.60139°N 23.07528°Ö)
- Harsu naturreservat i Pajala kommun i Norrbotten {67°18′13″N 23°27′35″Ö / 67.30361°N 23.45972°Ö)
- Kallåns naturreservat i Ydre kommun I Östergötland {57°46′22″N 15°17′23″Ö / 57.77278°N 15.28972°Ö)
- Svartkärrets naturreservat i Heby kommun i Uppland {60°03′22″N 17°04′22″Ö / 60.05611°N 17.07278°Ö)
- Kimbäcken i Älvdalens kommun i Dalarna {61°40′15″N 13°20′11″Ö / 61.67083°N 13.33639°Ö)
- Byggningaån i Älvdalens kommun i Dalarna {61°46′47″N 12°51′19″Ö / 61.77972°N 12.85528°Ö
- Torödsmossens naturreservat i Tanums kommun i Bohuslän {58°41′55″N 11°29′45″Ö / 58.69861°N 11.49583°Ö